# 普洱树蛙
普洱树蛙（学名：Zhangixalus puerensis）一种分布于中国云南南部及越南北部的两栖动物，隶属于树蛙科张树蛙属。模式产地为中国云南宁洱县（原普洱县）勐先镇板山。其种加词“puerensis”意为“普洱的”。

## 形态特征
普洱树蛙雄蛙平均体长40.5毫米，雌蛙体长53.6毫米左右。身体背部为绿色或深绿色，并有圆形或近于圆形赭红色斑点，斑点边缘一般有深褐色环；腹部颜色主要为灰白色，其上有不甚规则的灰褐色斑纹，雌蛙更明显；喉部色较深。

## 保护
本种于2023年被收录入《有重要生态、科学、社会价值的陆生野生动物名录》。